# Wasserturm Hohenschönhausen
Der Wasserturm Hohenschönhausen ist ein denkmalgeschützter Wasserturm im Berliner Ortsteil Alt-Hohenschönhausen.

## Geschichte

### Vorgeschichte
Auf Initiative der ersten Hohenschönhausener Gewerbebetrieb wurde eine Brauerei gebaut. Im Jahr 1892 gründete man die Kommanditgesellschaft Brauhaus Hohenschönhausen, 1894 floss das erste Bier. Im gleichen Jahr eröffneten nebenan die Terrassen am Obersee. Die Brauerei veranlasste, um den hohen Wasserumlauf und Wasserverbrauch des Betriebs zu sichern, ein kleines Wasserlauf aufzustauen und den benachbarten Obersee als Brauchwasserreservoir zu benutzen. Auch für das Dorf Hohenschönhausen, das im 13. Jahrhundert entstand und lange Zeit zu einem Rittergut gehörte, bestand Wasserbedarf. Das Gut erwarb der Brandenburger Bankier Henry Suermondt im Jahr 1890. Drei Jahre später gründete Suermondt die Grunderwerbs- und Baugesellschaft zu Berlin, die das Gutsgelände parzellierte und bebaute. Zuerst entstand eine Landhauskolonie am Orankesee, um die Jahrhundertwende Villen am Obersee. In dieser Zeit siedelten sich auch viele Gewerbe- und Industrieunternehmen an. Das Wasser aus dem Obersee reichte eigentlich nur für die Brauerei aus. Danach erschien ein Wasserturm erforderlich zu sein, um einen gleichmäßigen Druck zu gewährleisten.

### Wasserturm

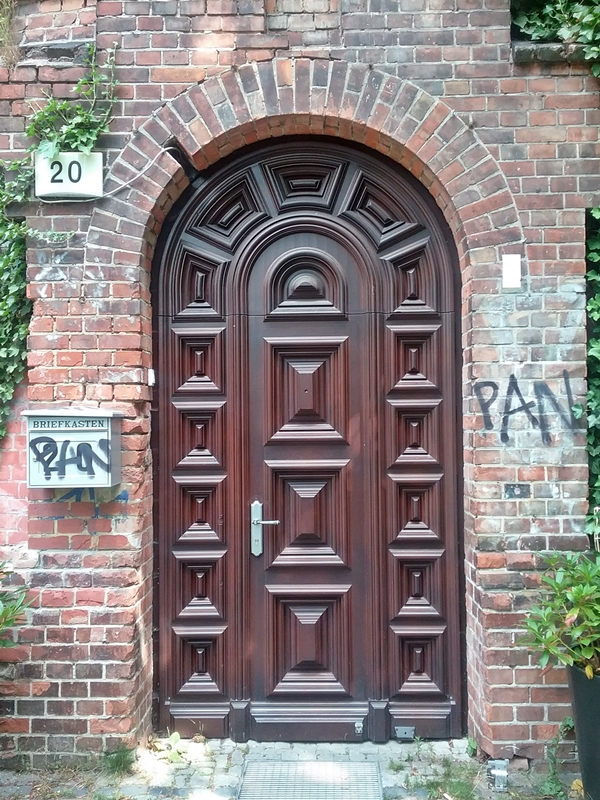
Eingangstür zum Wasserturm

Im Jahr 1899 wurde die Grunderwerbs- und Baugesellschaft zu Berlin beauftragt, einen Wasserturm zu bauen und man versorgte auch die Kolonie damit. Zunächst kam das Wasser aus dem See und es muss ein kleines Pumpwerk gegeben haben, dazu existieren jedoch keine Unterlagen mehr. Der Entwurf für den Turm und den Wasserbehälter kam vom Aachener Ingenieur Otto Intze, der auch das auch das Patent für die verwirklichte Behälterbauart innehatte. Außerdem arbeitete er eng mit der Eschweiler-Behälterbaufirma F.A. Neuman zusammen. Es wurden Wassertürme je nach Behältergröße nach Standardbauplänen gebaut. Die Firma Erich Merten und Knauff baute den Turm, der ein Jahr später in Betrieb ging. Die Qualität des Seewassers war nicht sehr gut, deshalb baute man im Jahr 1901 in der Waldowstraße ein kleines Grundwasserwerk. Dieses Grundwasserwerk fördert mit zwei elektrisch betriebenen Kolbenpumpen Grundwasser aus einem 51 Metern tiefen Brunnen. Das Wasserwerk wurde von der Gemeinde übernommen, erweitert um die doppelte Kapazität. Auch in den Jahren 1917 und 1920 kam es zu Umbauten und Kapazitätserweiterungen. Im 1920 unternahm der Oberingenieur Walter eine Bestandsaufnahme, beziffert die Länge des Rohnetzes auf 30 Kilometer und die Zahl der etwa Versorgten auf 7.000 Bürger. Es gab einige Mängel in der Anlage und Möglichkeiten zur Erweiterung. Im Jahr 1921 kam es, dass das Dorf Hohenschönhausen in Berlin eingemeindet wurde. Am 25. April 1921 gab es einen Vermerk beim Städtischen Wasserwerk, dass der Brunnen teilweise verschlammte und Wassermangel bestand. Die Berliner Werke veranlassten, dass das Hohenschönhausener Rohrnetz eine Verbindungsleitung zum Wasserwerk Lichtenberg bekommt. Der Anschluss an das gesamte Rohrnetz der ehemaligen Gemeinde an das Berliner Netz war am 1. Juli 1922 abgeschlossen, und das unwirtschaftlich eingestufte Werk wurde stillgelegt, der Wasserturm war auch nicht mehr zu gebrauchen.
Die Berliner Wasserwerke übernahmen die Anlagen, hatten aber am Wasserturm kein Interesse. Die Wasserwerke und der Bezirk verhandelten über die Zukunft des Turms. Als es bis zum 4. August 1922 zu keiner Einigung kam, forderte der Stadtrat Müller am 30. Oktober 1922 die Stadtwerke nochmals auf, zunächst die Sturmschäden am Turm zu beseitigen und lose Fensterscheiben zu reparieren. Die Wasserwerke wurden wie Jahre zuvor Ende 1924 aufgefordert, Schäden zu beseitigen, weil Teile des Gesimses abgefallen war. Die Wasserwerke fragten bei der Stadt Berlin an, ob der Turm abgerissen werden dürfte. Am 14. Februar 1925 kam die Antwort von Stadtrat Müller, dass der Bezirksamt nichts dagegen hätte, da man keine Verwendungsmöglichkeit sah. Am 6. April 1925 bot man den Turm den Bezirk nochmals kostenlos an mit dem Hinweis, dass der Bau gut in die Anlagen passe und für einen Ausschank nutzbar sei. Der Bezirk stimmte einer Übernahme nur zu, wenn diese ohne Kosten und nebst allem Zubehör erfolgte. Die für den 1. August 1925 zu einervorgesehene Übernahme verzögerte sich nochmals um 13 Monate, weil die Wasserwerke den Turm weiter als Lager für ihre Baumaterialien nutzen wollten. Den Schlüssel zum Turm bekam Obergärtner am 1. September 1926. Den Turm wollte er zukünftig als Lager für das Gartenbauamt nutzen. Die Firma Erich am Ende wurde beauftragt, den maroden ungenutzten Behälter zu demontieren, der untere Teil des Turms blieb erhalten. Den Turm benutzte man zum Ende des Zweiten Weltkriegs als Beobachtungspunkt für Flugzeuge, danach nutzten ihn die sowjetischen Truppen weiter. 1973 und 1989 betrieb die Gesellschaft für Sport und Technik im Obergeschoss des Turms eine Amateurfunkstation.
Nach der Wiedervereinigung war zwischen den Jahren 1993 und 2004 immer in den Zeitungen berichtet worden, dass es für den Turm neue Ideen und Interessenten gäbe. Das erste Konzept von 1993 beinhaltete eine Architekturgalerie mit Restaurant. Dies scheiterte an den Preisvorstellungen des Bezirks. Daraufhin entschloss sich der Bezirk, den Turm entweder zum Verkauf oder zur Pacht nach Erbbaurecht neu auszuschreiben. Der Bezirk hatte im Sommer 1994 einen neuen Käufer gefunden, der den Turm für Gastronomie, Galerie und Aussichtsturm nutzen wollte. Wegen baurechtlicher Klärungen und wegen des Denkmalschutzes zogen sich die Verhandlungen so lange hin, dass die Investoren im Jahr 1996 wieder absprangen, und eine neue Ausschreibung folgte. Wesentlichen Punkte der Ausschreibung waren der Kaufpreis in Höhe von 580.000 Deutsche Mark und die geschätzten Sanierungskosten auf 2 Millionen Deutsche Mark. Es gab drei neue Pläne für den Turm, ein Eros-Center, eine Wirtschaftsberatung und eine Erlebnisgastronomie. Der Bezirk entschied sich für den letzten Vorschlag. Der Unternehmer bot lediglich 150.000 Deutsche Mark und zog sich aus dem Geschäft zurück. Im März 1998 wurde der Turm für 150.000 Deutsche Mark verkauft, diesmal sollten ein Weinrestaurant und eine Bar einziehen. Der Eigentümer meldete sich aber nicht wieder und reagierte auch nicht auf ein Schreiben. Er hatte drei Jahre Zeit gewährt bekommen, mit dem Bau zu beginnen, so dass das Bezirksamt bis April 2001 keine Handhabe hatte. Schließlich wurde der Vertrag wieder aufgelöst. Eine neue Ausschreibung folgte im Januar 2003, schon im Mai 2003 wurde der Turm verkauft. Der Eigentümer Martin Krömer betreibt im Turm eine Bar und eine Wohnung. Die Baugenehmigung wurde erst im Sommer 2004 erteilt. Am Tag des offenen Denkmals im September 2004 stellte Krömer seine Pläne vor. Nach Maßgabe der Denkmalbehörde darf die Außenhülle nicht verändert werden. Im oberen Teil des Turms hat sich Krömer eine eigene Wohnung eingerichtet und gegen neugierige Besucher abgeschirmt. Der Ausbau der Stützkonstruktionen war sehr aufwendig, weil die Zwischendecken als nicht ausreichend tragfähig erwiesen, und war mit hohen Kosten verbunden.